# Saison 16 de South Park
Chronologie
Saison 15 Saison 17
La seizième saison de la série télévisée d'animation américaine South Park a été diffusée du 14 mars au 7 novembre 2012 sur la chaîne américaine Comedy Central

## Épisodes
| № | #  | Titre                                                                           | Réalisation | Scénario    | Audiences     | Première diffusion |
| --- | -- | ------------------------------------------------------------------------------- | ----------- | ----------- | ------------- | ------------------ |
| 224 | 1  | Chiottes mortelles Reverse Cowgirl                                              | Trey Parker | Trey Parker | 2,63 millions | 14 mars 2012       |
| La mère de Clyde gronde ce dernier devant tous ses amis pour avoir une nouvelle fois oublié de baisser le siège des toilettes. Alors que cela semble anodin, elle y attache une grande importance, et pour cause… |    |                                                                                 |             |             |               |                    |
| 225 | 2  | Bijoux de famille Cash For Gold                                                 | Trey Parker | Trey Parker | 2,31 millions | 21 mars 2012       |
| Cartman découvre une émission de télé-achat et prend conscience que ces dernières rapportent de grosses sommes d'argent. Il décide alors de monter la sienne. Il achète des pierres précieuses pour les revendre ensuite et crée un véritable business. Pendant ce temps, Stan cherche à découvrir la véritable valeur d'un bijou offert par son grand-père.                           |    |                                                                                 |             |             |               |                    |
| 226 | 3  | Nibarding Faith Hilling                                                         | Trey Parker | Trey Parker | 2,70 millions | 28 mars 2012       |
| Une nouvelle mode arrive à South Park, le Faith Hilling (art de mimer la possession de seins en tirant sur son t-shirt). Très vite, un homme est dépêché pour expliquer aux enfants les dangers des mèmes, le Professeur Lamont. Malgré tout, le phénomène s'amplifie… |    |                                                                                 |             |             |               |                    |
| 227 | 4  | Chupaquhébreux Jewpacabra                                                       | Trey Parker | Trey Parker | 2,69 millions | 4 avril 2012       |
| Alors que South Park se prépare pour sa grande chasse aux œufs de Pâques, Cartman essaie d'avertir d'un danger qui rôde et menace : le Jewpacabra. Personne ne veut le croire, jusqu'à ce qu'il apporte une vidéo de cet être mystérieux. |    |                                                                                 |             |             |               |                    |
| 228 | 5  | Couilles molles Butterballs                                                     | Trey Parker | Trey Parker | 2,23 millions | 11 avril 2012      |
| Après la visite à l'école d'un intervenant venu expliquer les affres du harcèlement, Stan décide de réaliser un clip vidéo (sous forme de lip dub) pour sensibiliser le reste du monde. Pendant ce temps, Butters est lui-même victime de harcèlement moral et physique… |    |                                                                                 |             |             |               |                    |
| 229 | 6  | Je n'aurais jamais dû faire de la tyrolienne I Should Have Never Gone Ziplining | Trey Parker | Trey Parker | 2,43 millions | 18 avril 2012      |
| Cartman, Stan, Kyle et Kenny partent en excursion dans les Rocheuses du Colorado pour y découvrir la tyrolienne. Le voyage des enfants va rapidement virer au cauchemar. Pris au piège dans une activité qui s'avère finalement mortellement ennuyeuse, ils tentent d'y échapper par tous les moyens. Mais cela s'avère plus difficile que prévu…                                      |    |                                                                                 |             |             |               |                    |
| 230 | 7  | L'amour selon Cartman Cartman Finds Love                                        | Trey Parker | Trey Parker | 2,33 millions | 25 avril 2012      |
| L'arrivée d'une nouvelle camarade de classe de couleur va donner envie à Cartman de mettre en application ses conceptions personnelles sur l'amour et les races, en tentant de la faire tomber amoureuse du petit Token Black, seul élève de couleur de l'école élémentaire de South Park.                                                                                             |    |                                                                                 |             |             |               |                    |
| 231 | 8  | Sarcastaball                                                                    | Trey Parker | Trey Parker | 1,84 million  | 26 septembre 2012  |
| Randy Marsh change radicalement les règles du football à l'école élémentaire de South Park. Sa nouvelle version du jeu devient le sport le plus populaire du pays. |    |                                                                                 |             |             |               |                    |
| 232 | 9  | Toujours plus bas Raising the Bar                                               | Trey Parker | Trey Parker | 1,69 million  | 3 octobre 2012     |
| Cartman prend conscience de son poids et décide de conduire un scooter pour handicapé. Kyle constate que de plus en plus de personnes mènent sans honte ce genre de vie autour de lui. C'est alors que Cartman se découvre une rivale, Here Comes Honey Boo Boo. |    |                                                                                 |             |             |               |                    |
| 233 | 10 | Insécurité Insecurity                                                           | Trey Parker | Trey Parker | 2,33 millions | 10 octobre 2012    |
| Kyle pense que sa mère a une liaison avec un livreur UPS. Lorsque la méfiance du public tombe sur lui, la livraison de colis dans le quartier est menacée, et Eric Cartman achète un système de sécurité. |    |                                                                                 |             |             |               |                    |
| 234 | 11 | Le Hapa Loa de Butters Going Native                                             | Trey Parker | Trey Parker | 1,98 million  | 17 octobre 2012    |
| Quand Butters sort de l'école, ses parents se rendent compte qu'il est temps de lui dire pourquoi il n'est pas comme tous les autres enfants. Il doit se rendre dans un lieu étrange pour apprendre les voies de son peuple. S'agissant d'un voyage difficile pour un jeune garçon seul, Butters choisit Kenny pour se rendre sur la terre de ses origines: Hawaii.                    |    |                                                                                 |             |             |               |                    |
| 235 | 12 | Cauchemar sur Face Time A Nightmare on Face Time                                | Trey Parker | Trey Parker | 1,89 million  | 24 octobre 2012    |
| Après des mois de planification de leurs costumes, les garçons sont prêts à s'habiller comme leur quatuor préféré, les Vengeurs, pour Halloween. Mais Randy, qui vient de racheter un vidéo-club pour une bouchée de pain, refuse que Stan passe Halloween avec ses amis. Au lieu de cela, il doit aider son père dans sa nouvelle affaire. Mais la boutique reste désespérément vide… |    |                                                                                 |             |             |               |                    |
| 236 | 13 | Un bracelet pour une cause A Scause for Applause                                | Trey Parker | Trey Parker | 1,96 million  | 31 octobre 2012    |
| Ayant appris que Jésus s'était dopé pour accomplir ses miracles, le monde se sent perdu et trahi. Les garçons, joints par le reste de la nation, retirent les bracelets jaunes symbolisant leur ancienne idole. Seul Stan n'arrive pas à se résoudre à le couper… |    |                                                                                 |             |             |               |                    |
| 237 | 14 | Obama a gagné Obama Wins!                                                       | Trey Parker | Trey Parker | 2,19 million  | 7 novembre 2012    |
| Eric Cartman cache un terrible secret dans sa chambre à coucher qui pourrait changer les élections présidentielles 2012 aux États-Unis. |    |                                                                                 |             |             |               |                    |